# História do Império Bizantino

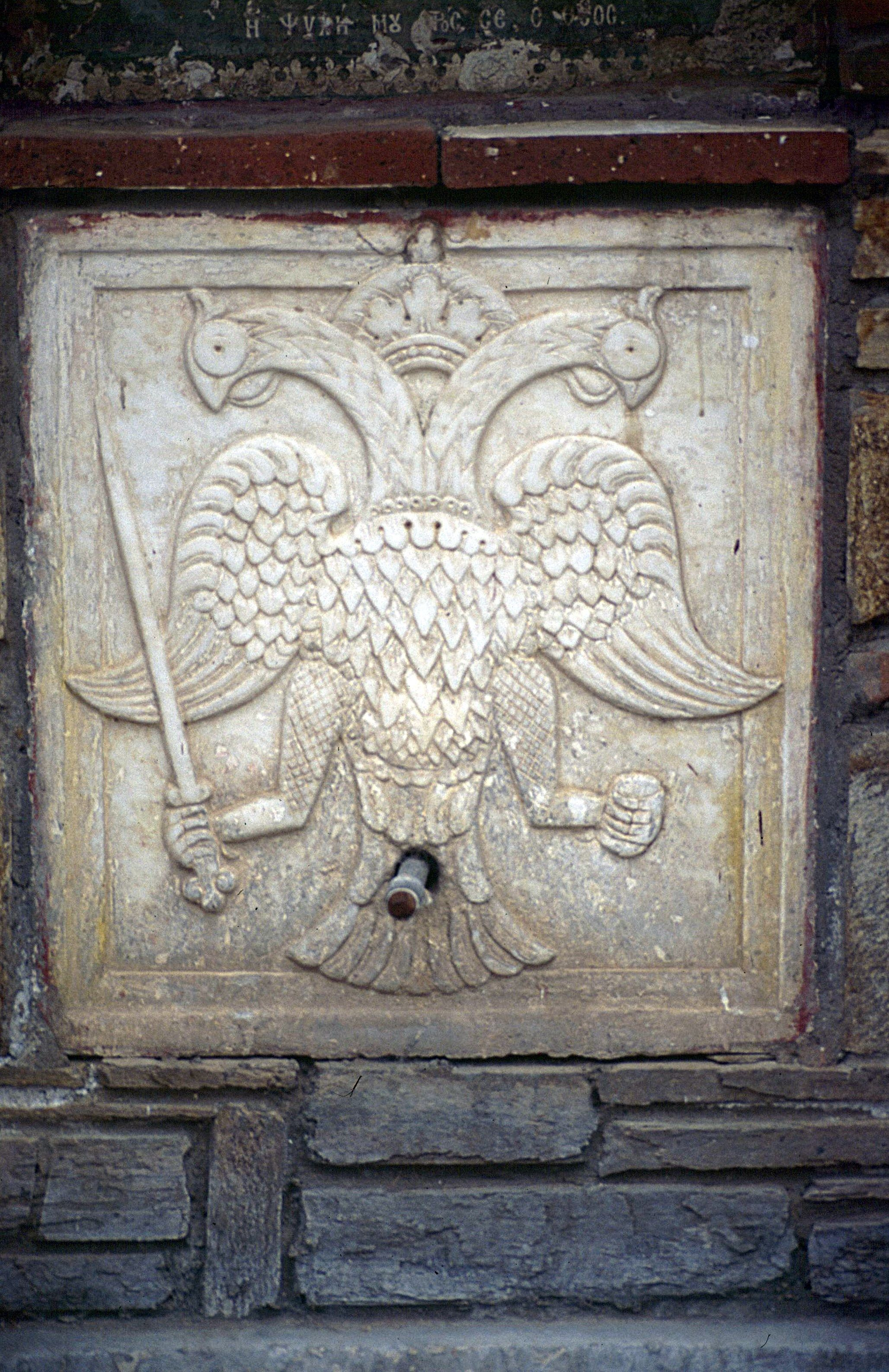
Águia bicéfala bizantina preservada na Monte Athos.

A história do Império Bizantino estende-se desde o século IV até 1453. Herdeiro do Império Romano, o Império Romano do Oriente tem as suas origens na própria fundação de Roma: foi nomeado "Império Bizantino" apenas em 1557 por Jerome Wolf.
E, a partir de 1857, o nome "Bizantino" passou a ser amplamente utilizado, pelo historiador George Finlay.
Anteriormente, os nomes comuns para o Império Romano do Oriente e os seus estados sucessores eram, no Ocidente, "Romania" ou "Baixo Império", e no Oriente Rûm-eli ou 'Roumelia' (país dos Romanos). 
Estes nomes provêm da autodesignação Ῥωμανία - Romania do Império Romano do Oriente e deram também origem a "Romées" e "Roumis". Por metonímia, "Roménia" designava os territórios tomados ao Império Romano do Oriente pelos cruzados do século XIII, como o Império Latino de Constantinopla, o reino de Tessalónica ou o principado da Acaia (ver Assises de Romania). A característica predominante da história bizantina é a longevidade excecional deste império, mas enfrentou inúmeros desafios ao longo da sua existência, como evidenciado pelo grande número de cercos sofridos pela sua capital, Constantinopla.
A criação de Constantinopla por Constantino I (Imperador Romano) em 330 pode constituir um primeiro ponto de partida para a história do Império Bizantino, enquanto a divisão final do Império Romano em 395 constitui o segundo ponto de partida. A localização de Constantinopla, na encruzilhada entre o Oriente e o Ocidente e no extremo ocidental da Rota da Seda, as rotas comerciais do incenso, das especiarias, das pedras preciosas e do marfim contribuíram muito para a grande prosperidade do Império Bizantino.
O seu prestígio político, militar e cultural fez dele um império respeitado, um modelo para os chamados estados "gregos" e a Itália bizantina, mas também muito cobiçado e, por fim, denegrido após a separação das Igrejas Oriental e Ocidental.

Animação da evolução territorial do Império Bizantino ao longo da sua história.

O grande número de fontes históricas bizantinas permite uma visão geral bastante completa e detalhada da história bizantina, embora a imparcialidade dos historiadores varie, independentemente de serem próximos ou hostis ao poder imperial.
Herdeiro da Roma antiga, o Império Bizantino rapidamente desenvolveu características muito próprias. Georg Ostrogorsky descreve o Império Bizantino como "a síntese da cultura helenística e da religião cristã com a forma romana de estado". Esta evolução gradual de um Império Romano para um império mais específico ocorreu durante o século VII, depois de o império, com várias fortunas, ter tentado restaurar a universalidade do Império Romano, como na obra de Justiniano I.
A conquistas árabes da Síria, Egipto e Norte de África combinada com as penetrações eslavas e búlgaras nos Balcãs, e as invasões lombardas na Itália forçaram o Império Bizantino a reconstruir-se sobre novos alicerces. A historiografia moderna considera por vezes esta transição como a passagem da forma "proto-bizantina" (ou "paleo-bizantina") para uma forma "meso-bizantina". Este último continuou até 1204 e foi inicialmente caracterizado pelo período iconoclasta que viu os apoiantes e os opositores iconográficos chocarem até meados do século IX. Este conflito interno impediu o império de prosseguir uma política externa ofensiva, mas os imperadores ainda conseguiram defender Constantinopla contra os perigos externos, particularmente dos árabes.
O êxito dos iconodoulos e o estabelecimento da dinastia macedónica em 867 trouxeram o Império Bizantino a um novo período glorioso, tanto a nível cultural como territorial. Esta obra atingiu o seu auge quando Basílio II reconquistou os Balcãs ao derrotar os Búlgaros e deixou o império maior do que tinha sido na época de Heráclio.
Entretanto, após a morte de Basílio II em 1025, os conflitos entre a nobreza civil e militar, somados ao surgimento de novas ameaças externas, levaram o império à beira da ruína. A derrota de Manzikert contra os seljúcidas em 1071 resultou na perda do interior da Anatólia e na ascensão ao poder da Comneno em 1081.
Estes últimos conseguiram restabelecer o poder bizantino sem recuperar todos os territórios perdidos, enquanto a hostilidade entre os "gregos" aumentou gradualmente ao longo das Cruzadas. Estas tensões culminaram no captura de Constantinopla pela Quarta Cruzada em 1204 e na divisão do império em territórios "latinos" e "gregos".
Embora o Império de Niceia tenha conseguido recapturar Constantinopla em 1261 e restabelecer o Império Bizantino, a Casa de Paleólogo não conseguiu lidar com os muitos desafios que enfrentou. Economicamente arruinado pelas repúblicas italianas de Veneza e Génova, internamente enfraquecido por uma aristocracia todo-poderosa, mas incapaz de lidar com a pressão do Otomano, o Império Bizantino finalmente queda em 1453, após um século e meio de lenta agonia. No entanto, este declínio foi marcado por um profundo renascimento cultural que permitiu que a influência bizantina irradiasse por toda a Europa, mesmo que o seu território estivesse irremediavelmente a encolher.